# جوزف میلسون
جوزف میلسون (انگلیسی: Joseph Millson؛ زادهٔ ۲۷ آوریل ۱۹۷۴) یک هنرپیشه و خواننده اهل بریتانیا است. وی از سال ۱۹۹۸ میلادی تاکنون مشغول فعالیت بوده‌است.
از فیلم‌ها یا برنامه‌های تلویزیونی که وی در آن نقش داشته است، می‌توان به کازینو رویال و طبابت در پیک اشاره کرد.